# Aeonium vestitum
Aeonium vestitum es una planta endémica de la población de Tijarafe (La Palma, Canarias) a unos 600 m s. n. m. Es prácticamente similar a Aeonium holochysum y se encuentra dentro del grupo A. holochysum (A. manriqueorum, A. holochysum y A. rubrolineatum).  El hábitat natural de esta especie está situada al noroeste de La Palma.
Es un arbusto ramificado de hasta 150 cm de altura, de tallo grueso y carnoso. Tiene como sus especies hermanas largas y ligeras hojas suculentas espatuladas de color verde brillante y márgenes amarillentos, ligeramente ciliadas, que forman rosetas al final de los tallos con un diámetro máximo de 0,25 m, diferenciando de sus parientes más próximos que su inflorescencia es glabra, relativamente pequeña y que persisten las hojas muertas varios años en la planta. Las grandes inflorescencias amarillas aparecen en su hábitat natural entre los meses de julio y agosto.

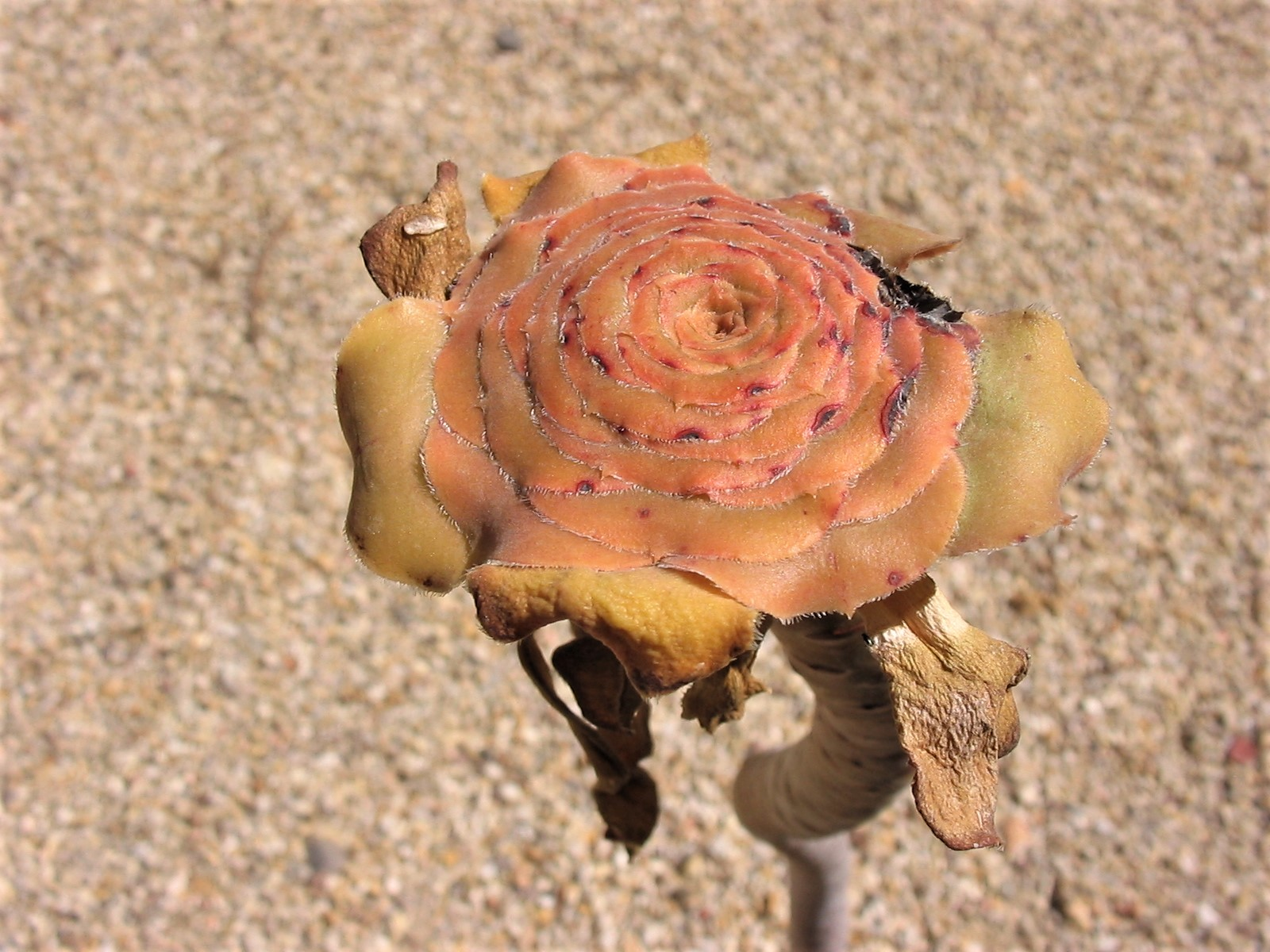
Aeonium vestitun